# Нижнебишевское сельское поселение
Нижнебишевское се́льское поселе́ние — муниципальное образование в Заинском районе Татарстана Российской Федерации.
Административный центр — село Нижнее Бишево.

## История
Статус и границы сельского поселения установлены Законом Республики Татарстан от 31 января 2005 года № 23-ЗРТ «Об установлении границ территорий и статусе муниципального образования "Заинский муниципальный район" и муниципальных образований в его составе».

## Население
| 2010 | 2011 | 2012 | 2013 | 2014 | 2015 | 2016 |
| ---- | ---- | ---- | ---- | ---- | ---- | ---- |
| 881  | ↘880 | ↘877 | ↘869 | ↘850 | ↘838 | ↘811 |
| 2017 | 2018 |      |      |      |      |      |
| ↘792 | ↗794 |      |      |      |      |      |

## Состав сельского поселения
| № | Населённый пункт | Тип населённого пункта       | Население |
| - | ---------------- | ---------------------------- | --------- |
| 1 | Куш-Елга         | село                         |           |
| 2 | Нижнее Бишево    | село, административный центр |           |
| 3 | Пуст-Ашит        | село                         |           |
| 4 | Шикмамаево       | село                         |           |